# گیلدو سیورپیس
گیلدو سیورپیس (انگلیسی: Gildo Siorpaes؛ زادهٔ ۱۲ ژانویهٔ ۱۹۳۸) از برندگان مدال‌های بازی‌های المپیک زمستانی اسکی‌باز آلپاین اهل ایتالیا است.